# Пиндер, Майк
Майкл Томас Пиндер (англ. Michael Thomas Pinder; 27 декабря 1941, Бирмингем, Англия — 24 апреля 2024, Калифорния) — английский музыкант и композитор, наиболее известный как один из основателей и участник рок-группы The Moody Blues, принимавший участие в записи всех студийных альбомов группы, начиная с первого (1965) до альбома Octave (1978), после чего покинул группу. 
За годы работы в Moody Blues Майк Пиндер стал известен сочными, плотными звуками, извлекаемыми им из своих меллотронов, которые он в начале 1970-х так сильно модифицировал, что в рок-прессе (которая в то время широко освещала творчество Moody Blues) они стали неофициально называться «пиндер-троны». В 2018 году был введён в Зал славы рок-н-ролла как участник The Moody Blues.

## Биография
Умер 24 апреля 2024 года в своём доме на севере Калифорнии в возрасте 82 лет.

## Сольная дискография
Студийные альбомы
- The Promise (1976)
- Among the Stars (1994)
- Planet with One Mind (1995)
- A People With One Heart (1996)

## Авторство композиций The Moody Blues
- 1965: "Let Me Go" (соавт.: Denny Laine) из The Magnificent Moodies
- 1965: "Stop!" (соавт.: Denny Laine) из The Magnificent Moodies
- 1965: "True Story" (соавт.: Denny Laine) из The Magnificent Moodies
- 1965: "Thank You Baby" (соавт.: Denny Laine) из The Magnificent Moodies
- 1966: "Boulevard de la Madalaine" (соавт.: Denny Laine) из Boulevard de la Madalaine
- 1966: "This is My House (But Nobody Calls)" (соавт.: Denny Laine) из Boulevard de la Madalaine
- 1967: "Life's Not Life" (соавт.: Denny Laine) из Boulevard de la Madalaine
- 1967: "Love and Beauty" (A-side single)
- 1967: "I Really Haven't Got the Time" (single B-side)
- 1967: "Dawn is a Feeling" из Days of Future Passed
- 1967: "The Sunset" из Days of Future Passed
- 1968: "The Best Way to Travel" из In Search of the Lost Chord
- 1968: "Om" from In Search of the Lost Chord
- 1968: "A Simple Game" (B-side)
- 1969: "So Deep Within You" из On the Threshold of a Dream
- 1969: "Have You Heard" из On the Threshold of a Dream
- 1969: "The Voyage" из On the Threshold of a Dream
- 1969: "Out and In" (соавт.: Джон Лодж) из To Our Children's Children's Children
- 1969: "Sun Is Still Shining" из To Our Children's Children's Children
- 1970: "How is it (We are Here?)" из A Question of Balance
- 1970: "Melancholy Man" из A Question of Balance
- 1970: "Mike's Number One" outtake from the sessions for A Question of Balance
- 1971: "Procession" (соавт.: Джон Лодж, Джастин Хейворд, Рэй Томас, Грэм Эдж) из Every Good Boy Deserves Favour
- 1971: "My Song" из Every Good Boy Deserves Favour
- 1972: "Lost in a Lost World" из Seventh Sojourn
- 1972: "When You're a Free Man" из Seventh Sojourn
- 1978: "One Step into the Light" из Octave